# ليوناردو فاكوندو كورين
ليوناردو فاكوندو كورين (بالإسبانية: Leonardo Facundo Querin) مواليد 17 أبريل 1982 في بوينس آيرس، هو لاعب كرة يد أرجنتيني يلعب كظهير أيمن. مثل منتخب الأرجنتين لكرة اليد. شارك في دورة الألعاب الأولمبية الصيفية سنة 2012. حقق المركز الأول في دورة الألعاب الأمريكية 2011.

## سجل المنافسة
شارك في البطولات التالية:
- بطولة العالم لكرة اليد للرجال 2015
- الألعاب الأولمبية الصيفية 2012
- الألعاب الأولمبية الصيفية 2016

## الميداليات
| الميدالية | المسابقة                    |
| --------- | --------------------------- |
| ذهبية     | دورة الألعاب الأمريكية 2011 |
| فضية      | دورة الألعاب الأمريكية 2015 |

## روابط خارجية
- ليوناردو فاكوندو كورين على موقع أوليمبيديا (الإنجليزية)
- ليوناردو فاكوندو كورين على موقع اللجنة الأولمبية الأرجنتينية (الإسبانية)